# José Julián de la Fuente
José Julián de la Fuente (Montevideo, 14. rujna 1903. - ?), urugvajski mačevalac koji se natjecao na Olimpijskim igrama. 
Nastupio je u disciplinama pojedinačno sablja i momčadski sablja na Olimpijskim igrama 1936. u Berlinu.